# Whitland
Whitland är en  ort och community i Storbritannien.   Den ligger i kommunen Carmarthenshire och riksdelen Wales, i den södra delen av landet, 300 km väster om huvudstaden London. Antalet invånare är 1 792.
Kung Hywel Dda sammankallade år 930 det första walesiska parlamentet i Whitland. 